# Letniza
Letniza (englisch Transkription Letnica, bulgarisch Летница) ist eine Stadt im Norden Bulgariens. Sie liegt 40 km östlich der Stadt Plewen, im äußersten Nordostzipfel der Oblast Lowetsch und das administrative Zentrum der gleichnamigen Gemeinde Letniza.

## Geografie
Die Stadt liegt in der bulgarischen Donautiefebene, 50 km südlich der Donau. die Stadt liegt im Tal des Ossam-Flusses.
Unweit der Stadt verläuft die Fernverkehrsstraße Sofia-Plewen-Russe-Warna und die im Bau befindliche Awtomagistrala Hemus.
Durch Letniza verläuft die Bahnstrecke Swischtow-Lewski-Lowetsch-Trojan.

## Geschichte
1963 beschlossen Arbeiter eines Bauernhofes im Dorf Letnitsa, ein neues Schafhaus zu bauen. Dabei entdeckten sie ein thrakischer Silberschatz. Der Fund wurde auf die Mitte des vierten Jahrhunderts v. Chr. datiert und besteht aus 22 Gold- und Silber- und Vergoldungsapplikationen, die die Dekoration von Pferdefallen mit zahlreichen Szenen bilden, die Krieger zu Pferd, Tierkämpfe und Fabelwesen darstellen.
Die Region war bereits seit dem Altertum besiedelt. Es wurden Reste von prähistorischen Siedlungen gefunden sowie aus der Römerzeit und Nekropolen, Römerstraßen und archäologische Funde aus der Frühzeit des Christentums und aus dem Mittelalter.

## Gemeinde Letniza
Letniza ist das administrative Zentrum der gleichnamigen Gemeinde Letniza. Die Gemeinde erstreckt sich über 177,719 km² und umfasst neben Letniza die Dörfer Gorsko Sliwowo, Kruschuna und Karpatschewo. Die 4 Orte der Gemeinde hatten 2020 eine Bevölkerung von 5104 Einwohnern.